# Пермеєво
Перме́єво (рос. Пермеево, ерз. Пермейвеле) — село у складі Ічалківського району Мордовії, Росія. Входить до складу Лобаскинського сільського поселення.

## Населення
Населення — 303 особи (2010; 367 у 2002).
Національний склад (станом на 2002 рік):
- росіяни — 94 %